# 吉隆坡臺灣學校

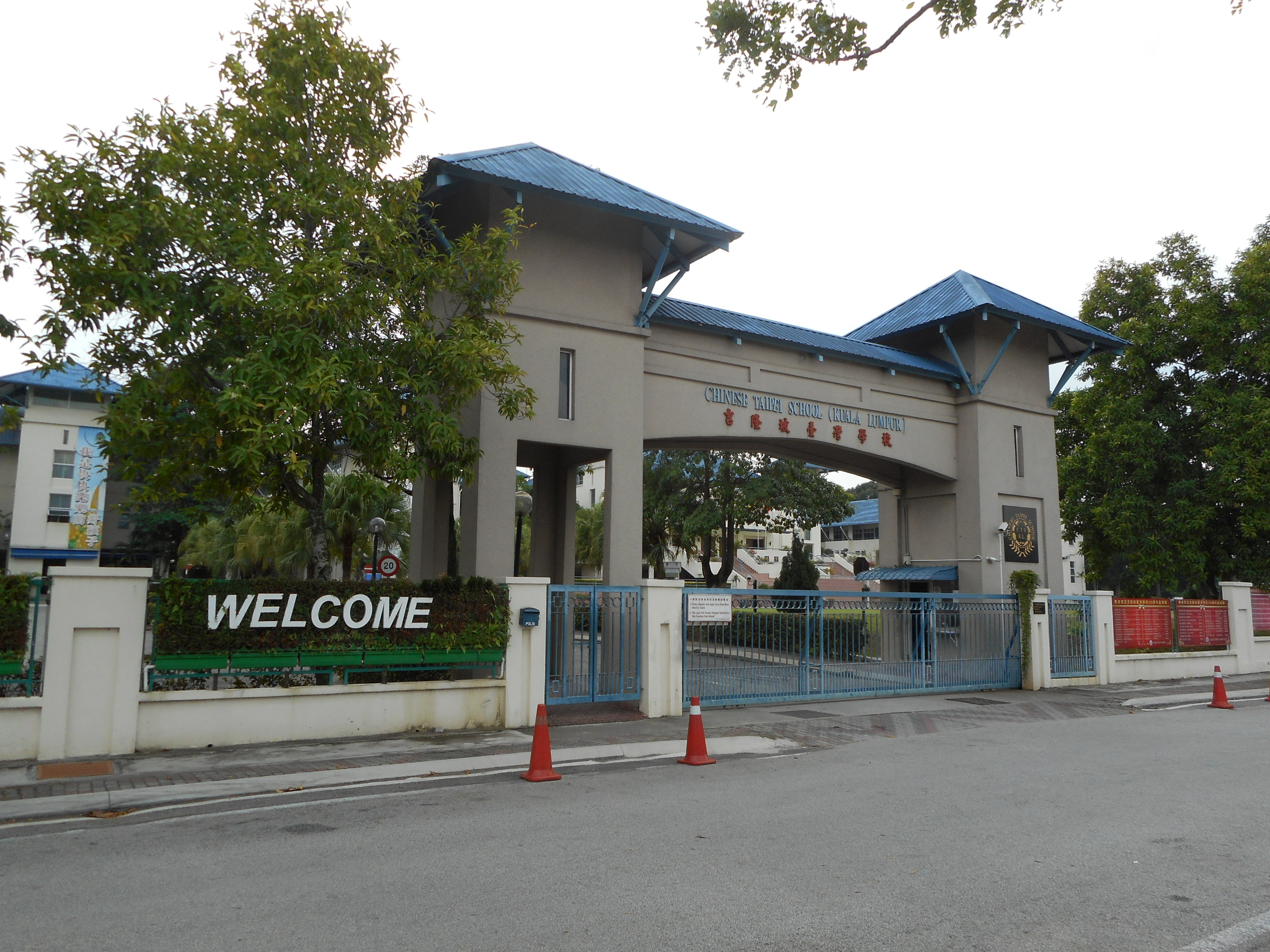
吉隆坡臺灣學校

吉隆坡臺灣學校（Chinese Taipei School Kuala Lumpur），原名吉隆坡中華台北學校，縮寫常作CTSKL，是馬來西亞台商總會於1991年授權中馬區聯誼會籌辦。成立目的是為了解決台商子女的教育問題。现任校長是鄭雅芬。擁有小學一年級至高中三年級的直升系統，且還設有附設幼兒園，提供從三歲至十八歲的教育流程，高三可享有僑考的福利。並且推行三語並行(國文、英文、馬文)。
吉隆坡臺灣學校採臺灣學制，一學年分上、下兩學期，上學期自九月至一月；下學期自二月至六月。教科書採用臺灣版本，提供臺商子弟返臺轉學、升學的銜接課程。